# Silvestro La Farina
Silvestro La Farina (Messina, 3 dicembre 1811 – Torino, 27 luglio 1877) è stato un patriota e politico italiano.

## Biografia
Figlio di Carmelo e Anna Muratori, seguì le orme del padre divenendo docente di aritmetica, geometria e geometria analitica all'Università di Messina. Fu attivo politicamente insieme al padre e al fratello Giuseppe: i tre furono arrestati nel 1836 per avere diffuso una pubblicazione clandestina contro la polizia, parteciparono ai moti rivoluzionari siciliani del 1848-1849 e, trovandosi dalla parte degli sconfitti al termine dei combattimenti, furono esiliati (Giuseppe) o gli fu negata la possibilità di riprendere le attività professionali e di insegnamento (Silvestro e Carmelo), con gravi ripercussioni sulla stabilità economica familiare. Fu successivamente nuovamente arrestato dal governo borbonico.
Fu direttore del Museo Peloritano e membro dell'Accademia Peloritana dei Pericolanti.
Fu tumulato nel famedio del cimitero monumentale di Messina.